# Aniba rosaeodora
Aniba rosaeodora, també coneguda com pau-rosa, és una espècie d'arbre magnolíid de la família de les Lauraceae. Encara que de vegades s'anomena erròniament pal de rosa, aquest nom és totalment enganyós; no és cap arbre del gènere Dalbergia. Creix en parts de la selva tropical d'Amèrica del Sud. És una espècie en perill d'extinció que veu explotada pel seu oli essencial.

## Descripció
Aniba rosaeodora creix a les selves tropicals d'Amèrica del Sud. Es troba als estats brasilers d'Amapá, Amazonas i Pará. També es troba a Colòmbia, Equador, Guyana, Perú, Surinam, Veneçuela i la Guaiana Francesa, on antigament estava més estès. És massiu, fins a 30 metres d'alçada i 2 metres de diàmetre i de fulla perenne. Tot l'arbre és fragant. Les substàncies de l'arbre inclouen linalol i rubranina. Les flors són perfectes, amb dioècia temporal. El fruit és una drupa porpra dispersa pels tucans.
Té 24 cromosomes. El flux de gens és elevat entre les poblacions salvatges.

## Usos

Estructura del linalol, una substància extreta de A. rosaeodora

La planta és una de les fonts comercialment importants d'oli de pal de rosa. L'arbre es recull a la natura. Després de la tala, els arbres es tallen en troncs – un metre de llarg que es porten a la riba del riu i s'hi emmagatzemen. Quan els nivells del riu són prou alts, els troncs suren riu avall fins a una destil·leria. A causa de la llunyania i la dificultat de viatjar a l'Amazones, les destil·leries solen ser mòbils, desplaçables en bassa. Quan arriben a la destil·leria, els troncs es destil·len i després es destil·len al vapor. Cada arbre produeix aproximadament un 1% d'oli en pes de fusta. La major part de la producció mundial prové del Brasil; des de la dècada de 1960, altres zones només produeixen una quantitat menor i insignificant. Els arbres es prenen de prop de l'Amazones i els seus afluents.
La fusta també pot ser utilitzada pels pobles indígenes de la conca amazònica per a la fabricació de canoes, però aquest és un ús menor. A més, s'utilitzen xips velles com a combustible per fer funcionar les destil·leries. L'Aniba rosaeodora es coneix com Pau-Rosa al Brasil. El subministrament d'aquesta fusta va ser molt utilitzat en el passat i ara és tan difícil comercialitzar legalment com l'ivori d'elefant.

## Conservació
Aniba rosaeodora és una espècie en perill d'extinció. Les poblacions han disminuït ràpidament a causa dels mètodes destructius de collita. Les àrees prèviament tallades no han vist gaire rebrot. Fins i tot podria estar en perill crític. Les poblacions salvatges existeixen en llocs remots i, per tant, és poc probable que siguin explotats.
El govern brasiler ha promulgat regulacions per ajudar a conservar l'espècie. Hi ha hagut dificultats amb l'aplicació. Els primers experiments de cultiu i propagació artificials van ser fracassos. Els intents més recents han tingut més èxit. Aquest, o més aviat la seva fusta i oli essencial, es troba a l'Apèndix II de la CITES. Si les fulles es poguessin utilitzar com a font, ajudaria a conservar l'espècie. S'ha suggerit que es modifiquin els mètodes de producció per garantir un subministrament sostenible. També figura a la llista oficial de flora en perill d'extinció del Brasil.